# Visconde de Alpedriz
O título de Visconde de Alpedriz foi criado por D. Carlos I de Portugal por decreto a 24 de setembro de 1891, a favor de José Eugénio da Silva. 

## Biografia
José Eugénio da Silva é natural de Leiria e foi o primeiro e único detentor deste título. Partiu novo para o Brasil onde fez fortuna e recebeu este título por toda a obra de benemerência e protecção aos colonos Portugueses.